# Palacio Insular de Tenerife
Der Palacio Insular  ist der Sitz des Cabildo Insular de Tenerife in Santa Cruz de Tenerife. Er wurde ab 1934 geplant und im Jahr 1940 fertiggestellt. Seine Eingangsfassade ist auf die Plaza de España ausgerichtet.

## Vorgeschichte
Die Cabildos Insulares auf den Kanarischen Inseln wurden im Jahr 1912 geschaffen. Die erste Sitzung des Cabildo Insular de Tenerife fand am 16. März 1913 im Rathaus von Santa Cruz statt. Nachdem die Institution nacheinander in verschiedenen Gebäuden untergebracht war, wurde 1934 José Enrique Marrero Regalado als offizieller Architekt des Cabildos mit dem Entwurf eines repräsentativen Verwaltungsgebäudes beauftragt.
Marrero legte vier verschiedene Entwürfe vor, die er in Zusammenarbeit mit dem deutschen Architekten Rudolf Schneider erarbeitet hatte. Als zu bebauendes Grundstück war damals noch eine größere Fläche vorgesehen. Sie umfasste nicht nur das heute bebaute Gelände, sondern auch den Bereich der erst später angelegten Avenida Bravo Murillo und des ab 1946 gebauten Postamtes. Die Hauptfassade war daher nach Norden in Richtung des Platzes ausgerichtet, auf dem bis 1929 das Castillo San Cristóbal gestanden hatte. Dieser Platz wurde in die Entwürfe mit einbezogen. Bei den Plänen handelte es sich zwar um Gemeinschaftsarbeiten, jeweils zwei Lösungen können aber jeweils eindeutig den beteiligten Architekten zugeordnet werden. Die Entwürfe Schneiders waren rationalistisch, die Entwürfe Marreros wirkten monumental und knüpften an den Stil des von ihm entworfenen Gebäudes der Camara de Comercio an, das damals noch im Bau war und sich in Sichtweite des neu zu erstellenden Gebäudes befindet.
Nachdem sich die Grundstücksverhältnisse geändert hatten, führte José Enrique Marrero Regalado eine Version seines Entwurfes aus, bei der die Haupteingangsseite schmaler ist als die Seitenfassaden.

## Gebäude

### Nordfassade
Die Nordfassade zur Plaza de España ist die Eingangsfassade. Sie besteht aus drei Teilen, dem 50 m hohen Turm, dem Mittelrisalit mit der Eingangsarkade und dem kleinen Turm auf der Westseite.

Palacio Insular Ostseite

### Ostfassade
Der Palacio Insular besteht heute aus zwei fünfstöckigen Gebäuden. Die dem Meer zugewandten Ostfassaden der Gebäude erscheinen, abgesehen von dem Turm identisch. Der Raum zwischen den Bauteilen wird auf dieser Seite durch eine Mauer verschlossen, die dem Sockel entspricht. Im ersten Obergeschoss sind die Gebäude durch einen Gang verbunden. Beide Gebäude schließen vom Meer aus gesehen jeweils links und rechts mit einem Turm, das nördliche Gebäude rechts mit dem hohen Turm ab. Die Uhr wurde erst zehn Jahre nach der Fertigstellung des Gebäudes bestellt.

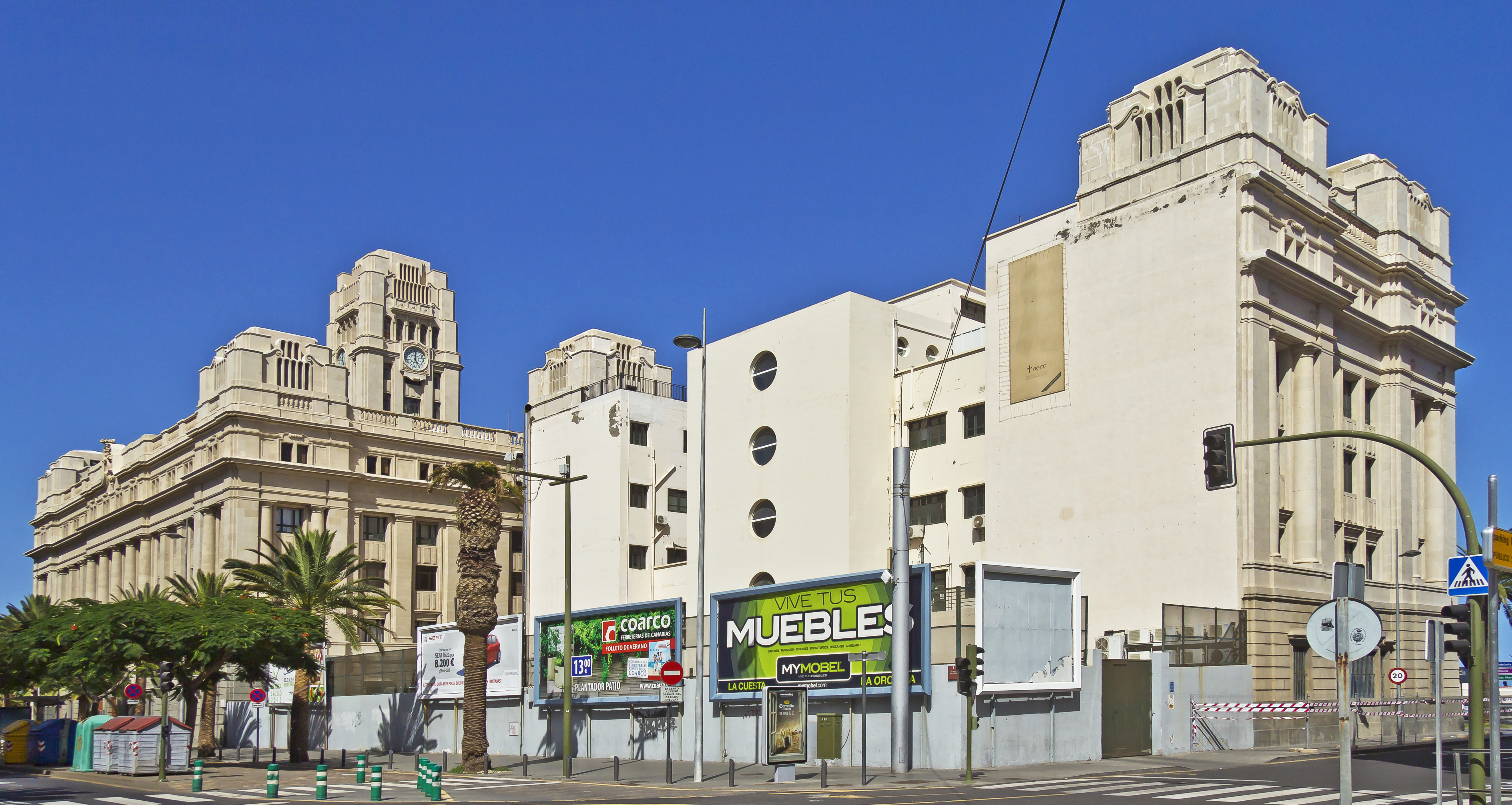
Palacio Insular de Tenerife von Südwesten

### Westfassade
Die Westfassade des nördlichen Baukörpers entspricht der Ostfassade des südlichen Baukörpers. Die Westfassade des südlichen Baukörpers ist nicht verkleidet, sondern nur verputzt. Dabei handelt es sich nicht um einen nicht fertig ausgeführten Bauteil. Die Gebäudegröße entspricht den Plänen.

### Südfassade
Die Südfassade zeigt durch ihre zwei Seitentürme an, dass der südliche Baukörper tatsächlich noch schmaler geplant war als die Eingangsfassade im Norden. Das südliche Gebäude ist nur etwa halb so breit wie das nördliche Gebäude.

### Wandgemälde
Die etwa 200 m² großen Wandgemälde des Gebäudes, die von dem Maler José Aguiar geschaffen wurden, gelten seit dem Jahr 2002 als schützenswertes Kulturgut (Bien de Interés Cultural). Im Jahr 2017 wurde das gesamte Gebäude zum schützenswerten Kulturgut erklärt.